# Distretto di Colcabamba (Apurímac)
Il distretto di Colcabamba è un distretto del Perù nella provincia di Aymaraes (regione di Apurímac) con 786 abitanti al censimento 2007 dei quali 532 urbani e 254 rurali.
È stato istituito fin dall'indipendenza del Perù.